# Gundreda de Warenne
Gundreda de Warenne, condesa de Warwick, fue la esposa de Roger de Beaumont (m. 1153). Fue la hija de William de Warenne, II conde de Surrey, y de la noble Isabel de Vermandois (m. h. 1140), hija del conde Hugo el Grande de Vermandois y sobrina del rey Felipe I de Francia. Al morir su primer marido, el conde Robert de Leicester, en 1118, Isabel se casó de inmediato con el conde William II de Warenne (m. 1138). Ya que Gundreda ya tenía una hija hacia 1138, lo más probable es que fuera la primogénita del matrimonio. Se le puso el nombre flamenco Gundreda en recuerdo de su abuela paterna, Gundreda de Warenne (m. 1085). 

## Matrimonios
Alrededor de 1136, Gundreda contrajo nupcias con el conde Roger, que era primo hermano de su hermanastro, el conde Waleran II de Meulan. La unión vinculó a Roger a la camarilla de los Beaumont, dominante en la corte del rey Esteban de Inglaterra entre 1135 y 1141. Para Waleran, el enlace le permitió asegurar su posición en las midlands occidentales inglesas, donde el rey le había designado conde de Worcester. En 1138, a Agnes, la hija pequeña de Gundreda, la emplearon de forma similar para resolver una guerra local mediante un matrimonio con el Geoffrey II de Clinton de Kenilworth, el vasallo rebelde del conde Roger, en un acuerdo pactado por el conde William, el padre de Gundreda. Hay indicios de que ésta desempeñó un papel dominante en el consejo de su marido, ya que ocupaba un lugar destacado en sus cédulas y, como es sabido, en 1153 le hizo cambiar de bando para apoyar a Enrique Plantagenet y abandonar al rey Esteban en una conspiración para entregar el castillo de Warwick al bando angevino. Ésta fue una maniobra que, según se dice, le provocó al realista conde Roger un ataque que lo mató cuando se enteró de la situación. Gundreda se casó una segunda vez con William de Lancaster, señor de Kendal, que murió hacia 1170. Al parecer, regresó a Warwickshire tras el fallecimiento de William. 

## Fallecimiento
Gundreda obtuvo un considerable usufructo viudal, procedente de las propiedades del condado, de cuatro grandes señoríos en Warwickshire y Rutland. Aún vivía cuando se casó su hijo, el conde William, en 1175; no obstante, falleció antes que él, ya que las propiedades de ese usufructo habían revertido al condado antes de la muerte de William en 1184.